# Apollo 440
Apollo 440 é uma banda britânica formada em 1990 na cidade de Liverpool, na Inglaterra.

## Discografia
Álbuns de estúdio
- 1995: Millennium Fever
- 1997: Electro Glide in Blue
- 1999: Gettin' High on Your Own Supply
- 2003: Dude Descending a Staircase
- 2010: The Future's What It Used to Be